# Ómassa
Ómassa egy Borsod-Abaúj-Zemplén vármegyei zsáktelepülés a Bükk belsejében, a Garadna-völgy nyugati szegletében. A turizmus nem számottevő, de mivel sok gyalogos turistaút itt fut össze, a kirándulók gyakran érintik a helyet és rendszeresen tartanak megpihennek itt.

## Története
A település Fazola Henriknek és a Garadna-pataknak köszönheti létrejöttét. Fazola 1771-ben az előző évben talált vasérc feldolgozására építtetett vaskohót itt, ahol fel tudta használni a vízenergiát. A települést először német munkások lakták.
Az olvasztó 1814-ig működött, ekkor áttelepítették Újmassára. A településre ekkor szlovák favágók és üvegfúvók költöztek. A massát lebontották, köveiből épült a település általános iskolája, melynek falán emléktábla őrzi a lebontott massa emlékét. Az Újmassán épült őskohó ma is áll, ipartörténeti műemlék, mellette múzeumot rendeztek be.
Ómassa Hámorhoz tartozott 1950-ig, amikor a községet Miskolchoz csatolták.

## Nevezetességei
- A település népi lakóházakkal büszkélkedhet. Kis kápolnája, a Kelemen Didák kápolna 1983 és 1986 között épült.
- Ómassa a kirándulók kedvelt kiindulóhely a szép természeti környezetének köszönhetően. Közel esik hozzá az újmassai őskohó, Lillafüred, valamint a szentléleki pálos kolostorrom. A turisták Ómassán egy kulcsosházban szállhatnak meg.

## Infrastruktúra
- Az elektromosáram-szolgáltatás a Miskolc-Nyugati 120/35/10 KV-os alállomásról történik.
- A MIVÍZ Miskolci Vízmű Kft. a Garadna-patak itt fakadó forrásából fedezi az ivóvíz szükségleteinek nagy részét.
- Földgázhálózat nincsen kiépítve. Télen csak fával lehet fűteni. A mély völgyben szmogot okozva gyakran megreked az égéstermék.
- A házak között aszfaltozott burkolatúak az utcák, amelyek a hegyekben gyalogos ösvényekké keskenyednek.

## Megközelítése
- Lillafüredtől 8 kilométer távolságra van aszfaltozott úton.
- A 15-ös számú autóbusz felső végállomása a központban helyezkedik el. A helyi járattal közvetlenül elérhető az 1-es villamos Felső-Majláthi végállomása.
- A lillafüredi kisvasút garadnai végállomásától is elérhető gyalog.

## Galéria

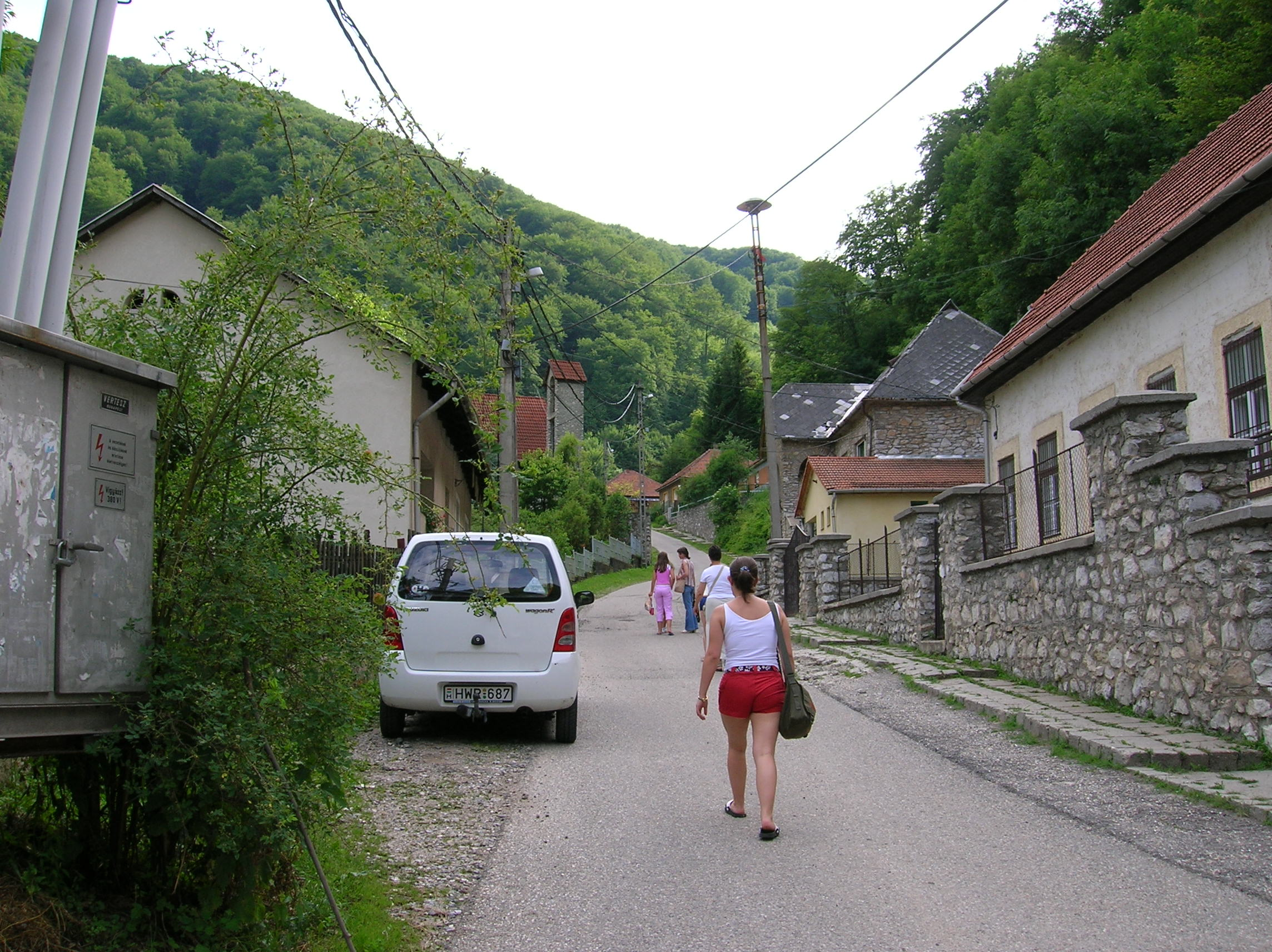
Utcakép
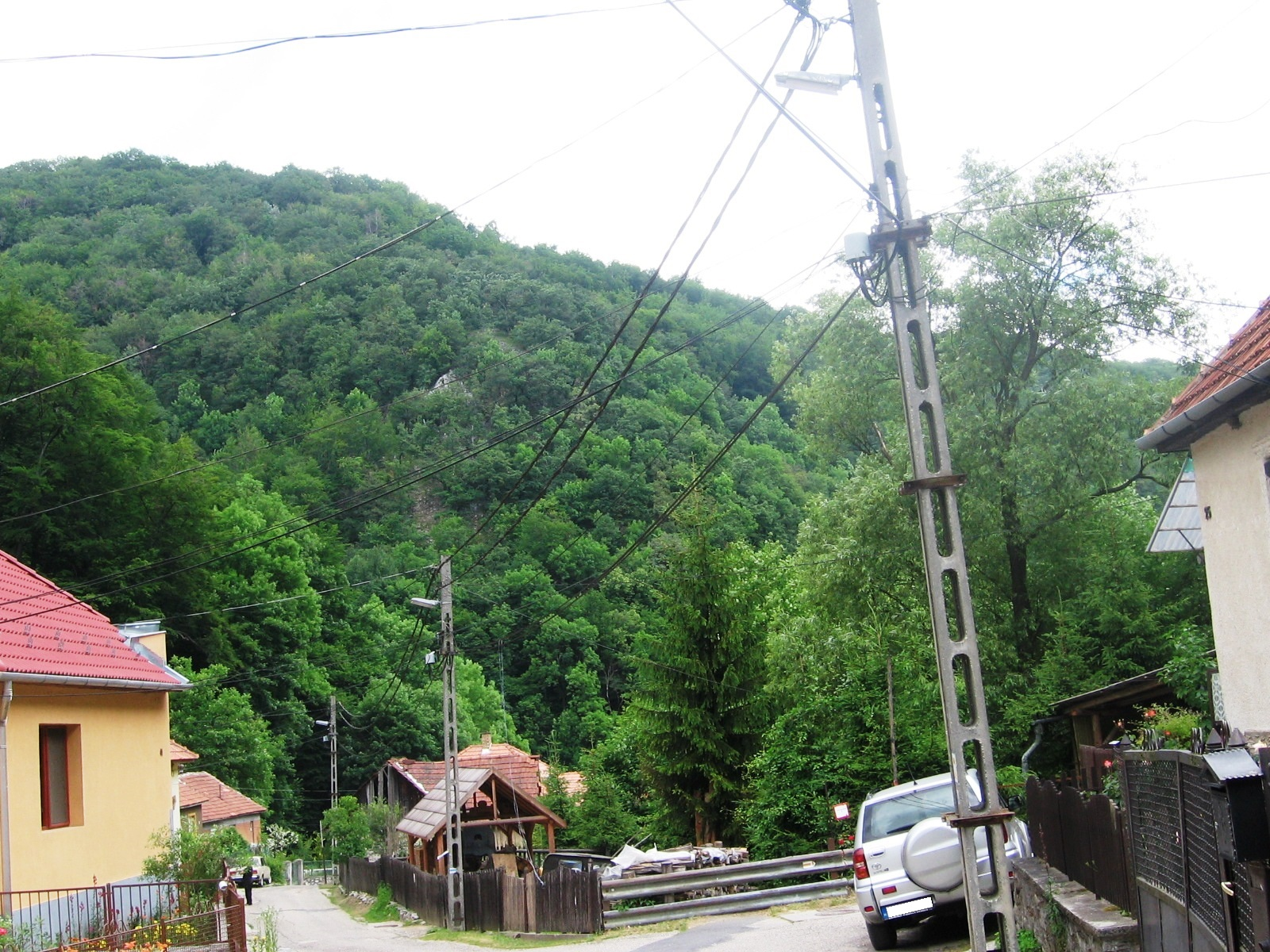
Utcakép
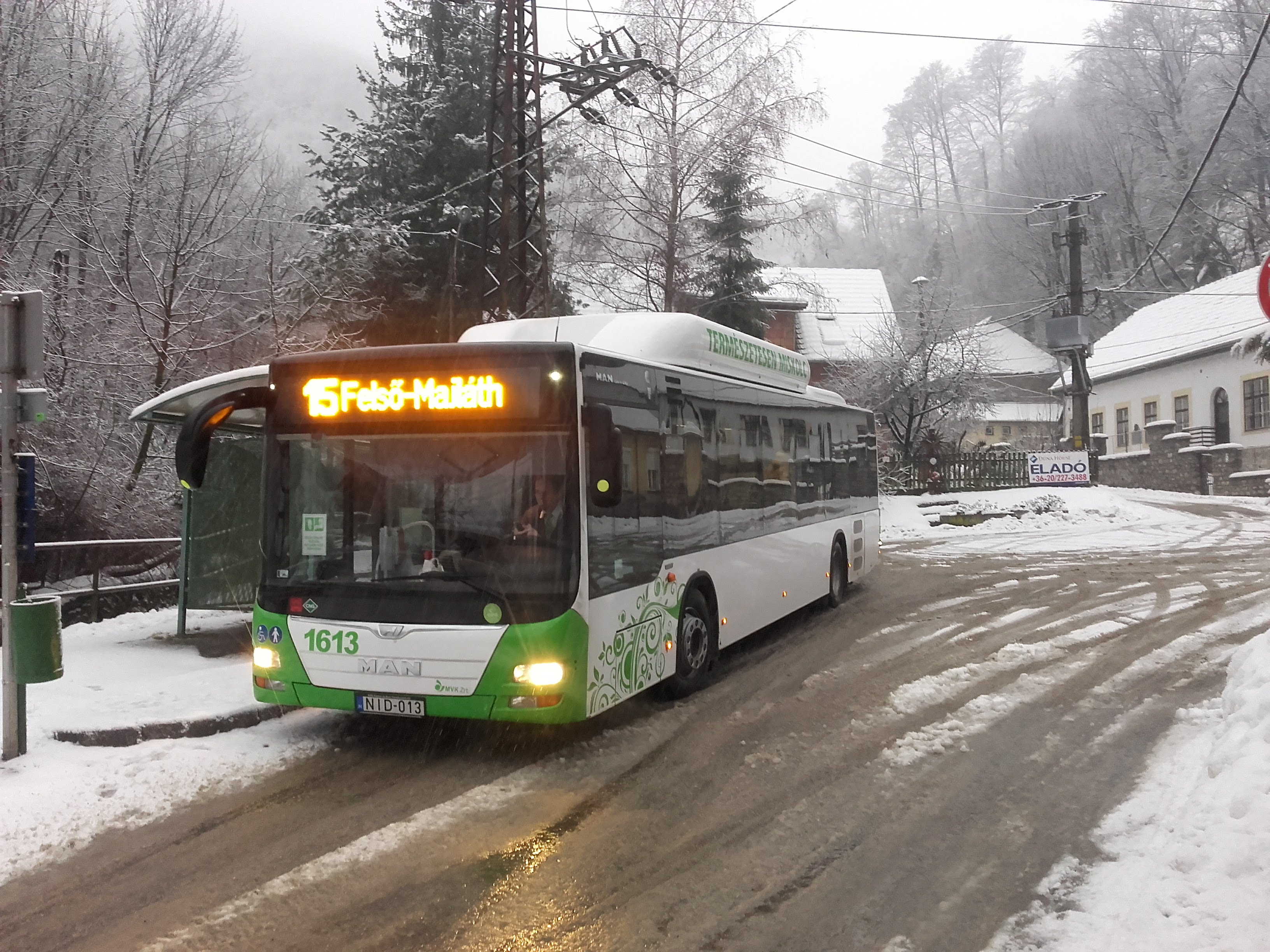
A 15-ös busz ómassai végállomássa. (A szűk hely miatt a buszok csak Y alakban, deltázva tudnak megfordulni.)
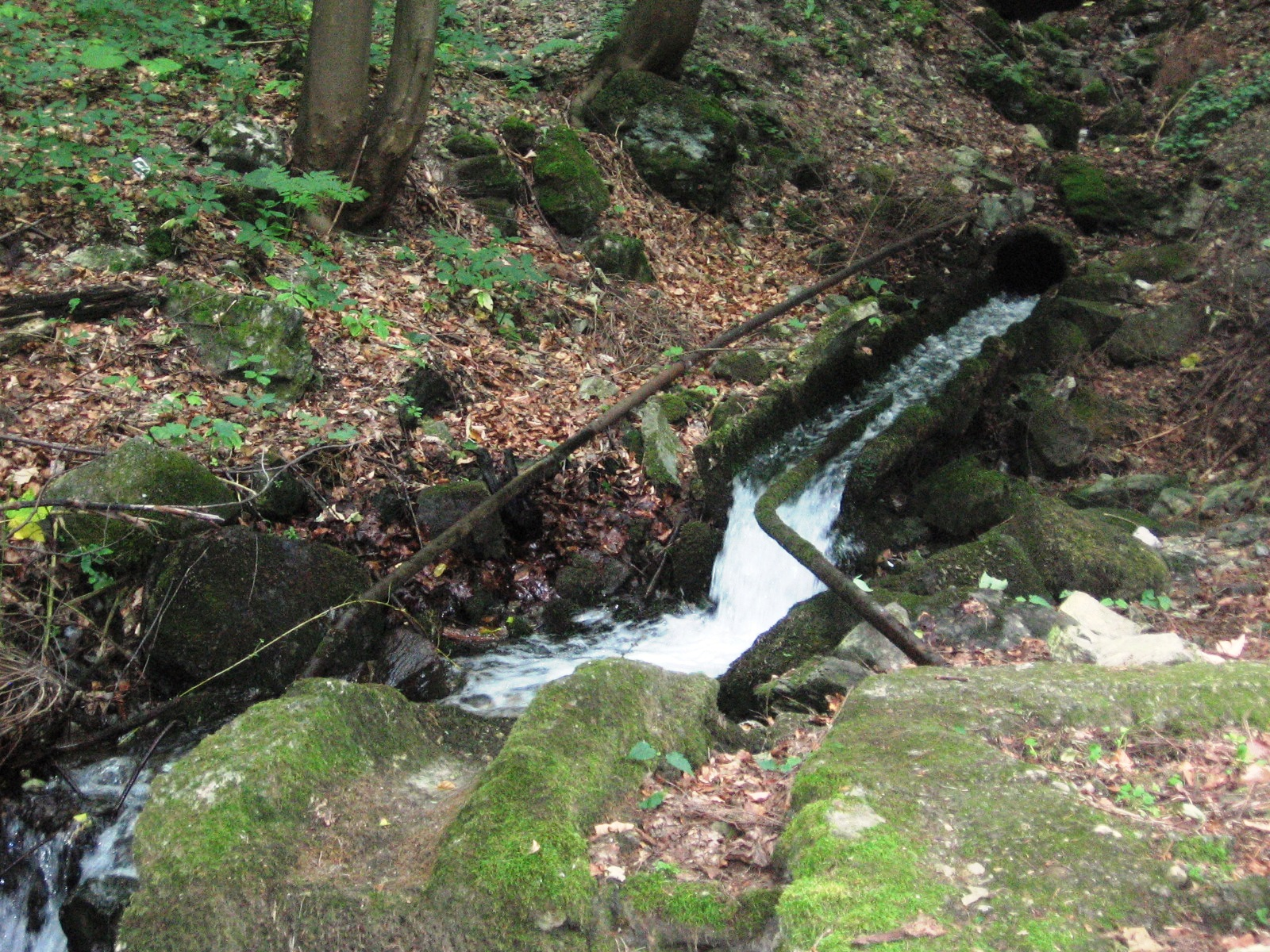
A Garadna-patak forrása. A vízművek innen nyeri az ivóvizet.